# 富山市立興南中学校
富山市立興南中学校（とやましりつ こうなんちゅうがっこう）は、富山県富山市にある市立中学校。
校名は「富山市の南を興す」という意味である。

## 沿革
学校組合立大久保中学校（1983年3月に廃校）から富山市立興南中学校、富山市立大沢野中学校（大沢野立大沢野中学校）に分割された。
1983年4月8日に開校。

## 校区
- 富山市立新保小学校
- 富山市立熊野小学校